# Michail Nikiforowitsch Jefimow

Michail Nikiforowitsch Jefimow (1910)

Michail Nikiforowitsch Jefimow (russisch Михаил Никифорович Ефимов; * 1. Novemberjul. / 13. November 1881greg. im Dorf Dubrowa (jetzt Apolje), Ujesd Duchowschtschina; † 11. August 1919 in Odessa) war ein russischer Pilot.

## Leben
Als Zehnjähriger kam Jefimow mit seiner Familie nach Odessa, wo sein Vater Michail Nikifor Jefimow nun als Schlosser arbeitete und seine Söhne Wladimir, Michail und Timofei die Eisenbahntechnikschule besuchen ließ. Michail Jefimow arbeitete dann als Elektriker im Telegraphenamt und gewann Preise bei Radrennen. 1907 erwarb er ein Peugeot-Motorrad. 1908 und 1909 wurde er russischer Motorradmeister.

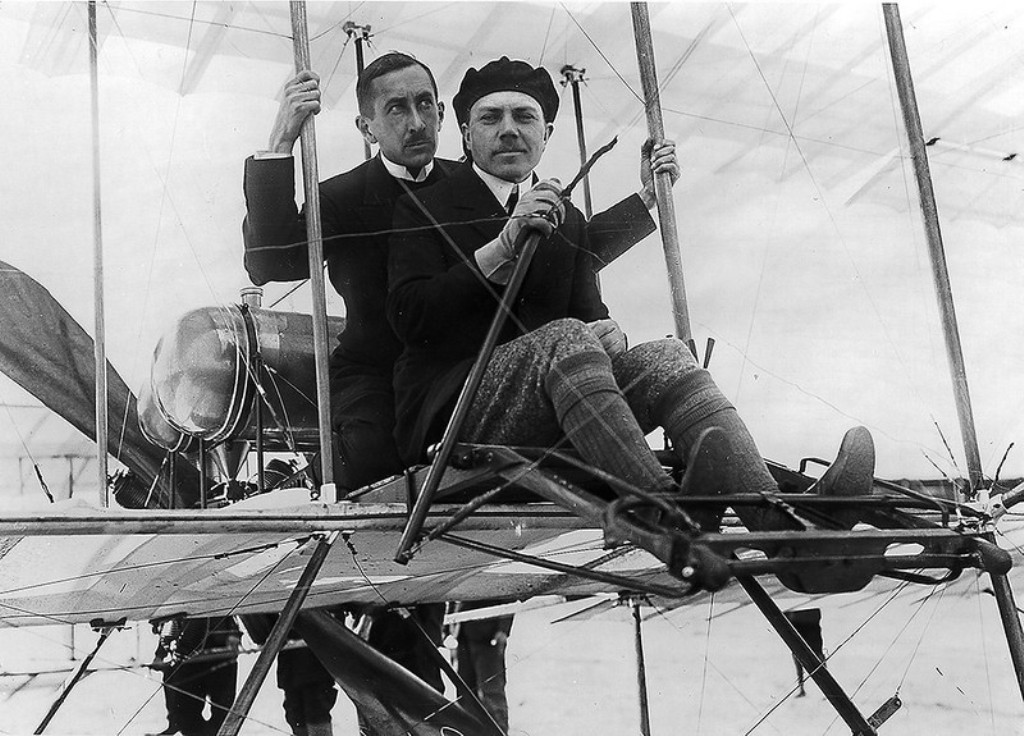
Popow und Jefimow während der Flüge in Frankreich 1910

1909 flog Jefimow erstmals mit einem Segelflugzeug in Odessa. Der reiche Baron Iwan Spiridonowitsch Xidias, der Mitglied des 1908 von Alexander von Kaulbars gegründeten Aeroclubs Odessa (Vorsitz Artur Antonowitsch Anatra) war, stattete Jefimow mit Geld aus und schickte ihn 1909 nach Mourmelon-le-Grand, um bei Henri Farman in dessen Flugzeugreparatur- und Piloten-Schule zum Piloten ausgebildet zu werden. Begleitet wurde Jefimow von Jakow Sedow als Mechaniker und Schüler. Jefimows erster selbständiger Flug fand im Dezember 1909 statt. Nach bestandener Prüfung im Januar 1910 erhielt Jefimow das Pilotendiplom Nr. 21. Im März 1910 führte Jefimow in Odessa mit einem Farman-Flugzeug, das Baron Xidias 1909 gekauft hatte, die  die erste Flugschau in Russland durch, zu der mehr als 50.000 Zuschauer gekommen waren. Von der Verpflichtung, das Geld für seine Ausbildung drei Jahre lang abzuarbeiten, konnte Jefimow sich befreien. Im April 1910 gewann Jefimow den Flugwettbewerb in Nizza. Mit dem Preisgeld kaufte er sich ein eigenes Flugzeug. Auch lernte er bei den Flügen in Frankreich Nikolai Jefgrafowitsch Popow kennen. Bei den Wettbewerben in den folgenden Jahren in Verona, Rouen, Reims und Budapest belegte erste und zweite Plätze.
Auf dem Allrussischen Luftfahrtfest im Herbst 1910 in St. Petersburg gewann Jefimow viele Preise und lernte Nikolai Jegorowitsch Schukowski kennen. Dort hatte ihn auch der Odessaer Radrennfahrer Chariton Nikanorowitsch Slaworossow angesprochen, der darauf sein Mechaniker war und sich die Flugzeugtechnik aneignete. Dann nahm Jefimow den Vorschlag des Militär-Amtes an, die Katscha-Militärhochschule für Luftfahrt und Piloten in Sewastopol zu leiten. Bei der zweiten internationalen Luftfahrtwoche im Mai 1911 in St. Petersburg gewann Jefimow den Bombenzielabwurfwettbewerb, wobei die Bomben durch Papiertüten mit Kreide ersetzt wurden. 1912 erfand er eine Vorrichtung zum Starten des Flugzeugmotors ohne fremde Hilfe.
Im Ersten Weltkrieg meldete er sich als Freiwilliger und flog ab April 1915 Einsätze mit Abwerfen von Bomben und Fotografieren feindlicher Stellungen. Im Herbst wurde er nach wiederholten Anforderungen der Hochschulleitung an die Katscha-Hochschule in Sewastopol zurückgeschickt. Seine Absicht, ein Flugzeug eigener Konstruktion zu bauen, führte zu Konflikten. 1916 flog er Einsätze an der rumänischen Front. Anfang 1917 wurde er nach Sewastopol zur Wasserflugzeugbrigade versetzt. Nach der Februarrevolution 1917 wurde er in das Komitee der Wasserflieger gewählt, und schon vorher hatte er sich den Bolschewiki angeschlossen. Er betätigte sich als Agitator und flog Einsätze gegen weiße Truppenteile.
Als nach der Oktoberrevolution im Frühjahr 1918 das Deutsche Heer die Krim besetzte, wurde Jefimow verhaftet. Ein Jahr später wurde die Krim wieder bolschewistisch, so dass Jefimow freikam. Die Evakuierung vor der Ankunft der Streitkräfte Südrusslands missglückte, und Jefimow schlug sich von Cherson zu Fuß nach Odessa durch. Als im August 1919 südrussische Truppen in Odessa landeten, versuchte Jefimow zu flüchten, wurde aber verhaftet und hingerichtet.
Auch Jefimows Brüder waren bekannte Piloten geworden.
Am 27. April 2005 wurde in Odessa auf dem Gelände des Staatsunternehmens Odessawiaremserwis ein Jefimow-Denkmal eingeweiht. Ein weiteres Jefimow-Denkmal wurde in Gattschina aufgestellt.
Jefimows Namen tragen der Asteroid (2754) Efimov und der Suchoi Superjet 100 Nr. RA-89052 der Aeroflot.

## Ehrungen
- Georgskreuze aller vier Klassen
- Russischer Orden der Heiligen Anna III. Klasse
- Ehrenbürger der Stadt Sewastopol